# 後藤格次
後藤 格次 （ごとう かくじ、1889年3月4日 - 1969年11月29日）は、日本の農芸化学者。東京大学農学部教授。日本学士院会員。

## 経歴

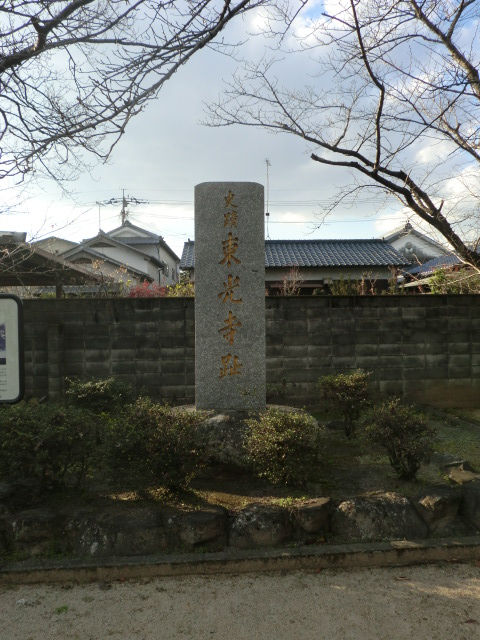
生家である東光寺跡の碑。

後藤謙次郎の二男として、福岡県浮羽郡吉井町（現：うきは市吉井町）に生まれた。福岡県立中学修猷館を経て、1906年東京府立一中を卒業し、1909年第五高等学校農科を経て、東京帝国大学農科大学農芸化学科に進み、鈴木梅太郎に師事した。1912年東京帝国大学を卒業
卒業後は内務省伝染病研究所に入り、1914年、鈴木や、同じく鈴木の門下生であった荒木文助（のち鈴木文助）、世良正一とともに、サルバルサンの製法の研究を始め、同年製法を確立して国産化に成功している。同年北里研究所創設に参画。1915年アルカロイドの研究のため、英国ロンドン大学ユニバーシティ・カレッジ・ロンドン、次いでスイス・ジュネーブ大学に留学。1918年に帰国後、北里研究所助手に着任し、1933年化学部長、1951年理事兼化学部長に就任。1962年の北里大学創設にも関与し、開校後は同教授に就任。その後、北里研究所名誉部長となった。
その一方で、慶應義塾大学医学部予科教授、東京帝国大学農学部講師を経て、1944年東京帝国大学農学部教授に就任。1947年4月から日本農芸化学会会長。1948年日本学術会議の会員となる。1949年日本学士院会員に選定された。1949年東京大学を定年退職。

## 受賞・栄典
- 1949年：フジのアルカロイドであるシノメニンに関する研究で、学士院恩賜賞を受賞[6]。

## 人物
15か国の外国語をマスターし、博覧強記の人であったという。また、人を魅するユーモアをもって多数の人材を養成した。